# Agnetenkaserne

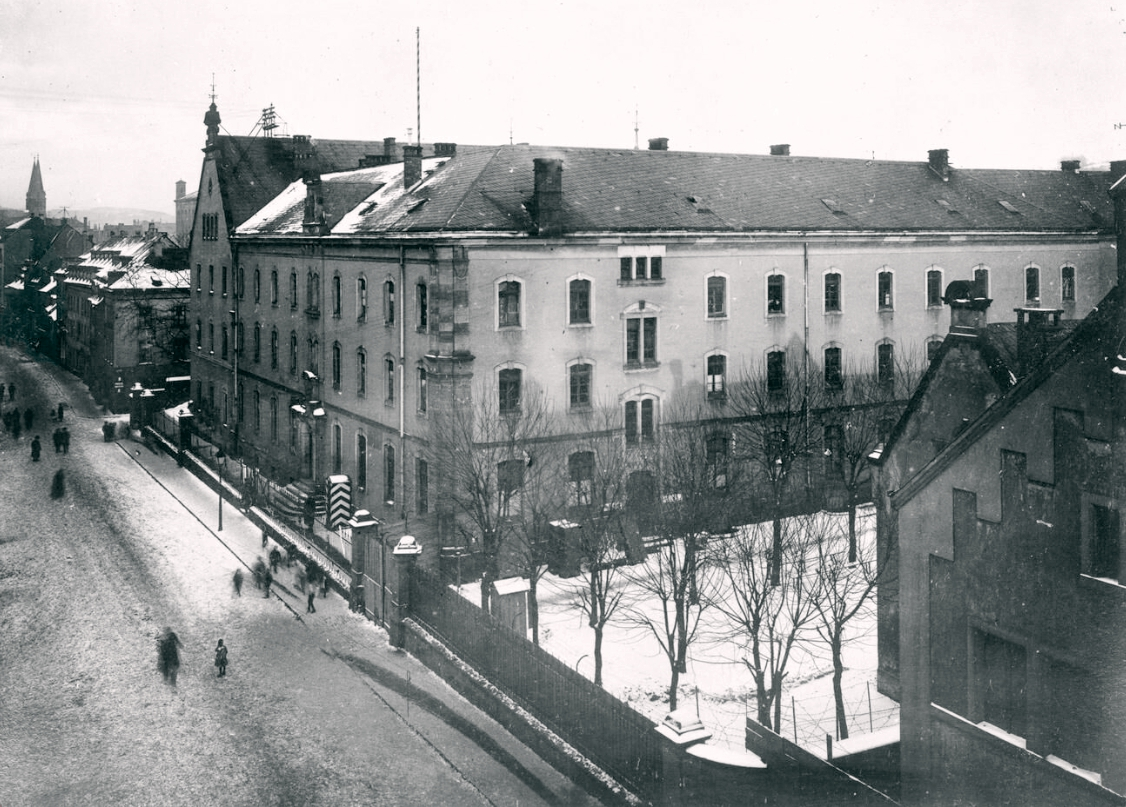
Die Agnetenkaserne 1917/18.

Die Agnetenkaserne war eine Kaserne in Trier und lag im ehemaligen Agnetenkloster. Sie lag in der Stadtmitte, am heutigen Standort des Stadtarchivs Trier (Weberbach).

## Geschichte
Seit 1871 lag das III. Bataillon des 7. Rheinischen Infanterie-Regiments Nr. 69 in dieser Kaserne. Weitere Teile des Regimentes lagen disloziert in der Palast-, Maximin- und Goebenkaserne.
Da Trier Frontstadt war, wurden dort mehrere Lazarette betrieben, in der Agnetenkaserne befand sich das Reservelazarett II
1919 wurden dort, zur Linderung der Wohnungsnot in Trier, durch die Stadtverwaltung Wohnungen eingerichtet. Am 14. August 1944 führte ein Brandbombenangriff zum Verlust des ehemaligen Klosters. Die verbliebenen Reste der Ruine wurden 1945 niedergelegt, das ehemalige Portal des Klostergebäudes wurde gegenüber der Liebfrauenkirche wieder aufgestellt (heute Eingang zur Dominformation). An der Stelle des ehemaligen Klosters befinden sich heute das Stadtarchiv der Stadt Trier sowie ein großer Busparkplatz.